# NGC 6262
NGC 6262 је лентикуларна галаксија у сазвежђу Змај која се налази на NGC листи објеката дубоког неба.
Деклинација објекта је + 57° 5' 57" а ректасцензија 16h 58m 42,9s. Привидна величина (магнитуда) објекта NGC 6262 износи 13,7 а фотографска магнитуда 14,7. NGC 6262 је још познат и под ознакама MCG 10-24-80, CGCG 299-39, IRAS 16578+5710, PGC 59363.